# Ė̄
Ė̄ (minuscule : ė̄), appelé E point suscrit macron, est une lettre latine utilisée dans l’écriture du samogitien.
Il s’agit de la lettre E diacritée d’un point suscrit et d’un macron.

## Représentations informatiques
Le E point suscrit macron peut être représenté avec les caractères Unicode suivants : 
- composé et normalisé NFC (latin étendu A, diacritiques)[1],[2] :

| formes    | représentations | chaînes de caractères | points de code | descriptions                                               |
| --------- | --------------- | --------------------- | -------------- | ---------------------------------------------------------- |
| capitale  | Ė̄               | Ė◌̄                    | U+0116 U+0304  | lettre majuscule latine e point en chef diacritique macron |
| minuscule | ė̄               | ė◌̄                    | U+0117 U+0304  | lettre minuscule latine e point en chef diacritique macron |

- décomposé et normalisé NFD (latin de base, diacritiques) :

| formes    | représentations | chaînes de caractères | points de code       | descriptions                                                           |
| --------- | --------------- | --------------------- | -------------------- | ---------------------------------------------------------------------- |
| capitale  | Ė̄               | E◌̇◌̄                   | U+0045 U+0307 U+0304 | lettre majuscule latine e diacritique point en chef diacritique macron |
| minuscule | ė̄               | e◌̇◌̄                   | U+0065 U+0307 U+0304 | lettre minuscule latine e diacritique point en chef diacritique macron |